# Stanični ciklus
Stanični ciklus ili ciklus stanične diobe je niz događaja u stanici koji vode do diobe odnosno udvostručenja (replikacije) čime nastaju dvije stanice kćeri. Kod organizama koji nemaju jezgru (prokariota), stanični se ciklus odvija procesom binarne diobe. U stanicama koje imaju jezgru (eukariotima), stanični ciklus se sastoji od interfaze (I) i mitozne faze (M). Nakon što se završi dioba jezgre, slijedi dioba cijele stanice, citokineza. Staničnu diobu čine mitoza i citokineza. Interfaza se sastoji od tri podfaze, G1, S i G2 (eng. G = gap). Za vrijeme interfaze stanica raste, nakuplja hranjive tvari koje su joj potrebne za staničnu diobu i udvostručenje DNK. Mitoza se sastoji od pet podfaza: profaze, prometafaze, metafaze, anafaze i telofaze, a kod biljnih stanica profazi prethodi još jedna faza, preprofaza. U mitoznoj fazi stanica se dijeli u dvije zasebne stanice kćeri. U završnoj fazi nova stanica potpuno se podijelila. Ciklus dijeljenja stanice životni je proces u kojem se jednostanično oplođeno jajašce razvije u zreli organizam. Istim procesom raste kosa, koža, krvne stanice i obnavljaju se neki organi.